# Songs from the Wood
Songs from the Wood (1977) je album od britské rockové skupiny Jethro Tull, první z tria folk-rockových alb: Songs from the Wood, Heavy Horses a Stormwatch'. 'Songs from the Wood bylo prvním albem od dob Benefit a Living in the Past, které dostalo jasně pozitivní kritiku.
Naplněné folkem, fantaziemi a folkovými ornamentalními aranžemi, odklání se album od dřívějších hard rockových J. Tull. Ačkoliv skupina pokračuje v používání folkových prvků i na dalších dvou albech, žádné není tak radostné a čisté jako toto.
Songs from the Wood je podle kritika Bruce Edera nejpovedenějším albem Jethro Tull od LP Thick as a Brick. Skupina tentokrát upozadila hard-rockovou strunu a více myslela na své folkově orientované fanoušky. Větší důraz na folk byl částečně dán i tím, že Ian Anderson začal žít na venkově, což se odrazilo i na „lesním“ názvu a obalu alba. Titulní píseň a skladby jako „Ring Out, Solstice Bells“, „The Whistler“ či „Velvet Green“ definovaly nový standard zvuku Jethro Tull i pro příští desky. Přesto zde najdeme také bohatě zastoupenu i druhou základní ingredienci „tullovského“ soundu. Zejména v písních „Hunting Girl“ a „Pibroch (Cap in Hand)“, které dominuje elektrická kytara Martina Barreho, to rozbalili naplno a dokazují, že hard-rock nezapomněli a i v jejich podání je to úchvatná záležitost.

## Seznam skladeb
(Všechny písně napsal Ian Anderson)
1. Songs From The Wood – 4:52
2. Jack-In-The-Green – 2:27
3. Cup Of Wonder – 4:30
4. Hunting Girl – 5:11
5. Ring Out, Solstice Bells – 3:43
6. Velvet Green – 6:03
7. The Whistler – 3:30
8. Pibroch (Cap In Hand) – 8:27
9. Fire At Midnight – 2:26
10. Beltane (bonus) – 5:19
11. Velvet Green (bonus) – 5:56

## Obsazení
- Ian Anderson – zpěv, flétna, mandolína, akustická kytara, píšťalky
- Martin Barre – elektrická kytara, loutna
- John Evan – klavír, varhany, syntezátory
- Barriemore Barlow – bicí, marimba, zvonkohra, zvony, nakers a tambor
- John Glascock – baskytara, zpěv
- David Palmer – klavír, syntezátory, varhanní portativ